# Squamopleura araucariana
Squamopleura araucariana is een keverslakkensoort uit de familie van de Chitonidae. De wetenschappelijke naam van de soort is voor het eerst geldig gepubliceerd in 1898 door Hedley.